# シルビア (カクテル)
シルビア（シルヴィア）とは、ラムをベースとするカクテルであり、冷たいタイプのロングドリンク（ロングカクテル）に分類される。

## 標準的なレシピ
- ラム（ホワイト） ＝ 20ml
- グラン・マルニエ ＝ 15ml
- パイナップル・ジュース ＝ 20ml
- オレンジ・ジュース ＝ 20ml
- グレナデン・シロップ ＝ 3dash
- 卵黄（鶏卵） ＝ 2分の1個分

### 作り方
ラム、グラン・マルニエ、パイナップルジュース、オレンジジュース、グレナデン・シロップ、卵黄をシェークして、氷を入れたオールド・ファッションド・グラス（容量180〜300ml程度）に注げば完成である。ただし、卵黄を混合しなければならないため、シェークは強めに行うことが必要だ。なお、オレンジジュースとパイナップルジュースは、その場でオレンジとパイナップルを絞ったものを使用するのがベストであるが、市販のジュースを用いても良い。

### 備考
適切なサイズと形状に切ったパイナップルを飾ることがある。

## 主な参考文献
- 若松 誠志 監修 『ベストカクテル250』 日本文芸社 2003年6月25日発行 ISBN 4-537-20211-4
- 桑名 伸佐 監修 『カクテル・パーフェクトブック』 日本文芸社 2006年2月25日発行 ISBN 978-4-537-20423-0